# Diecezja Machiques
Diecezja Machiques (łac. Dioecesis Machiquesensis) – diecezja Kościoła rzymskokatolickiego w Wenezueli. Należy do archidiecezji Maracaibo. Została erygowana 9 kwietnia 2011 roku przez papieża Benedykta XVI bullą Cum Vicariatus na miejsce istniejącego od 1943 roku wikariatu apostolskiego.

## Ordynariusze

### Wikariusze apostolscy wikariatu Machiques
- Turrado Angel Moreno OFMCap (1944–1954)
- Miguel Saturnino Aurrecoechea Palacios OFMCap (1955–1986)
- Agustín Romualdo Alvarez Rodríguez OFMCap (1986–1995)
- Ramiro Díaz Sánchez OMI (1997–2011)

### Biskupi Machiques
- Jesús Alfonso Guerrero Contreras OFMCap (2011–2018)
- Nicolás Gregorio Nava Rojas (od 2019)